# Piedmont Triad
 (mars 2023).
Si vous disposez d'ouvrages ou d'articles de référence ou si vous connaissez des sites web de qualité traitant du thème abordé ici, merci de compléter l'article en donnant les références utiles à sa vérifiabilité et en les liant à la section « Notes et références ».
Le Piedmont Triad est une région des aux États-Unis situé au nord ouest de la Caroline du Nord.
Elle comprend 12 comtés pour 1 603 101 habitants (chiffre [Quand ?]).

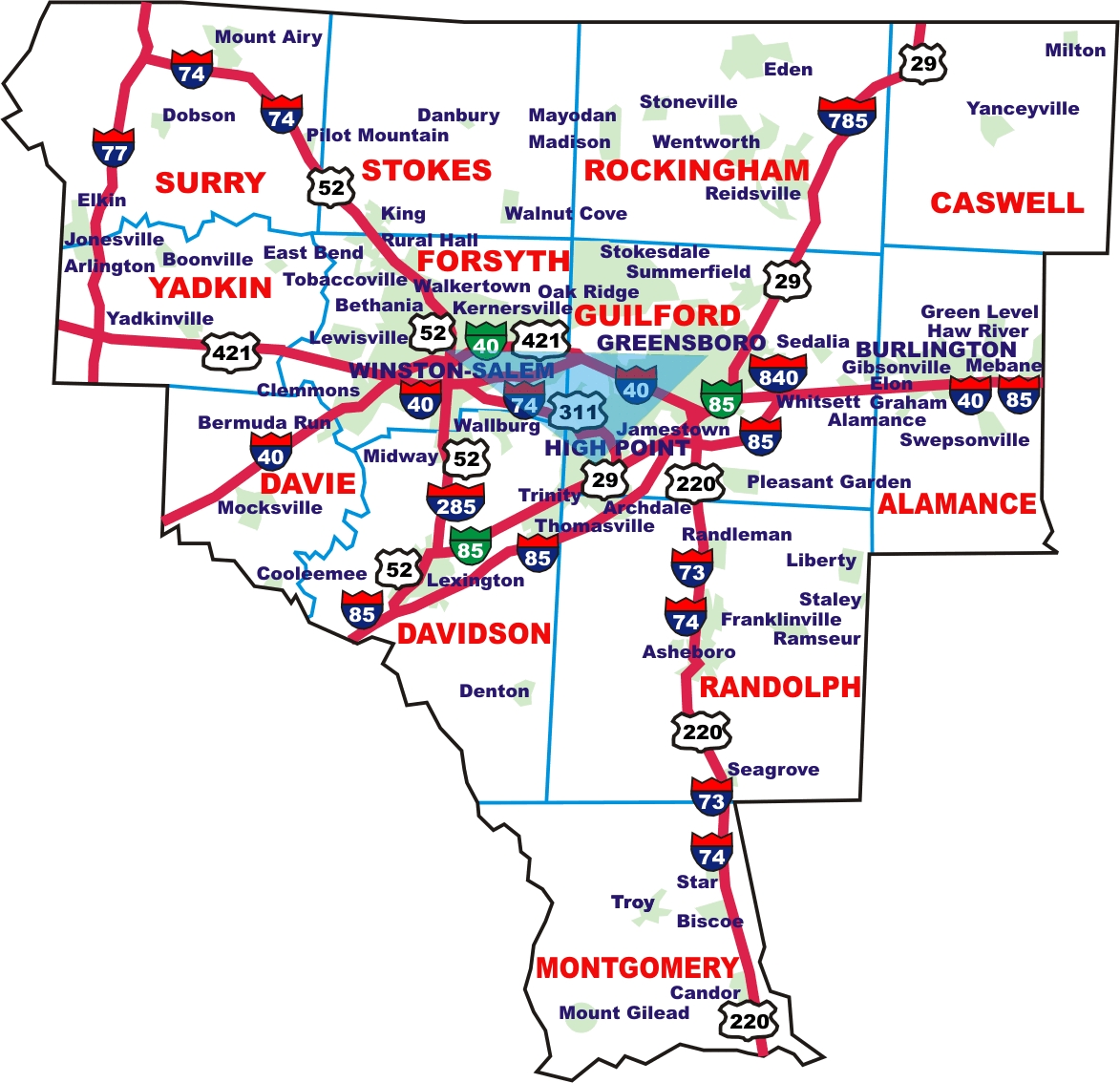
Carte routière du Piedmont Triad.

## Villes
Villes les plus importantes :
- Greensboro dans le comté de Guilford : 269 666 hab
- Winston-Salem dans le comté de Forsyth : 229 617 hab
- High Point  dans le comté de Guilford, le comté de Forsyth, le comté de Davidson et le comté de Randolph : 104 371 hab

Villes secondaires :
- Asheboro dans le comté de Randolph : 21 672 hab
- Burlington dans le comté d'Alamance et le comté de Guilford : 49 963 hab
- Clemmons dans le comté de Forsyth : 18 627 hab
- Eden dans le comté de Rockingham: 15 908 hab
- Graham dans le comté d'Alamance: 12 833 hab
- Kernersville dans le comté de Forsyth et le comté de Guilford: 23 123 hab
- Lewisville dans le comté de Forsyth: 13 723 hab
- Lexington dans le comté de Davidson: 19 953 hab
- Mount Airy dans le comté de Surry: 10 388 hab
- Reidsville dans le comté de Rockingham: 14 485 hab
- Thomasville dans le comté de Davidson: 19 788 hab